# Amatitlania nigrofasciata
Amatitlania nigrofasciata ("cíclido convicto") o también conocido en el norte de Centroamérica como pez congo es una especie de peces de la familia Cichlidae en el orden de los Perciformes.  Su comportamiento es territorial y agresivo en las puestas ya que en el desove protegen el nido de cualquier otro pez.  En cautividad, es recomendable que se tenga a una pareja por cada 100 litros, aunque puede llegar a criar sin dificultad en 60 litros.

## Morfología
Los machos pueden llegar alcanzar los 10 cm de longitud total. El macho adulto suele presentar una protuberancia en la cabeza y tiene las aletas más puntiagudas que la hembra.

## Distribución geográfica
Se encuentra en la América Central: zona pacífica (desde el río Sucio —El Salvador— hasta el río Suchiate —Guatemala—) y zona atlántica (desde el río Patuca —Honduras— hasta el río Jutiapa —Guatemala—).

## Antigua denominación
El cíclido convicto fue incluido en el género Amatitlania en 2007 gracias a los estudios realizados por el doctor biólogo Juan Jacobo Smitter-Soto.  Anteriormente el convicto estaba incluido en el género Cichlasoma, y era conocido como Cichlasoma nigrofasciatum.

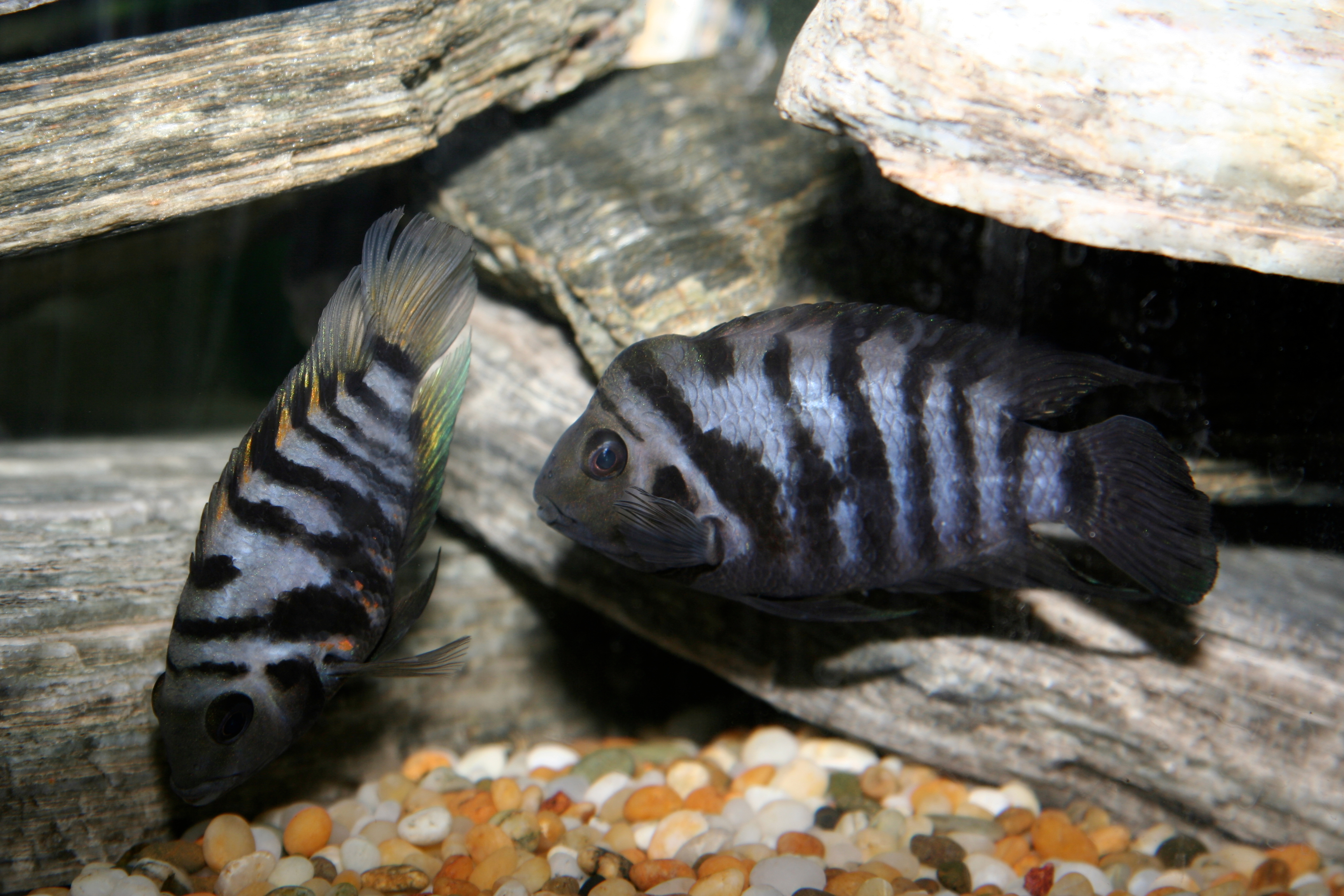
Pareja de cíclidos convictos (macho y hembra).